# Славчо Николов
Славчо Николов е български музикант и композитор, член на групите Б.Т.Р. и Фондацията.
Роден е в град София на 15 май 1967 година. Завършва Академията по музика в Гронинген, Холандия. През 1993 г. става част от Б.Т.Р. През 2004 г. неговия изпълнения са включени в албума „Големите китари на България“, където са публикувани най-добрите изпълнения на български китаристи.
От 2013 г. е член на Фондацията.